# Jacob Schweppe
Johann Jacob Schweppe (Witzenhausen, 1749 — Genebra, 1821) foi um farmacêutico e joalheiro alemão.
É considerado o pai do refrigerante, por ter inventado a Schweppes.
Em 1817 foi morar na Suíça, onde morreria quatro anos depois, de cólera.